# 多鱗軟口魚
多鱗軟口魚（学名：Chondrostoma phoxinus）为輻鰭魚綱鯉形目雅羅魚科的其中一種，被IUCN列為瀕危保育類動物，分布於歐洲克羅埃西亞及波士尼亞，本魚背略凸，側線鱗片78至106枚，體長可達15.5公分，棲息在流動緩慢的溪流，雌魚在水生植物上產卵，因水汙染及棲地破壞造成瀕臨絕種。